# Manëz
Manëz è una frazione del comune di Durazzo in Albania (prefettura di Durazzo).
Fino alla riforma amministrativa del 2015 era comune autonomo, dopo la riforma è stato accorpato, insieme agli ex-comuni di Ishëm, Katund i Ri Rrashbull e Sukth a costituire la municipalità di Durazzo.

## Geografia fisica
La località di Manëz è situata nell'entroterra a circa 25 chilometri da Durazzo. Manëz, quando ancora era comune autonomo, era composta da diverse frazioni, la più importante delle quali era quella di Kuçok (Manëz e re), poi dalle frazioni di Radë, Manëz e Vjetër, Kamerras, Borçë, Shkallë, Armathë e Hamallaj.
La superficie della località è distribuita per il 75% in pianura e per il 25% in collina. Nel territorio si trovano laghi artificiali come Liqeni i Borçës, Liqeni Manëz, Liqeni i Huqve (RADE), Liqeni i Gjergjeve (Kamerras) ecc.

## Storia
Prima del secondo conflitto mondiale, i pochi dati riguardano soprattutto la situazione socio-economica molto arretrata; la povertà e l'analfabetismo la facevano da padrone, si trattava principalmente di una popolazione rurale, impegnata nella lavorazione e coltivazione dei campi, in massima parte di mais e grano, e nell'allevamento di bestiame. Durante la seconda guerra la zona è rimasta estranea ai conflitti, ma è stata comunque una zona di passaggio.